# Eusèbe de Césarée
Pour les articles homonymes, voir Eusèbe.
Eusèbe de Césarée, ou Eusèbe (de) Pamphile (en grec ancien Εὐσέϐιος / eusébios, en latin Eusebius Pamphili), né vers 260-265 et mort le 30 mai 339, est un évêque de Césarée en Judée. Élève de Pamphile de Césarée, il échappe aux persécutions de l'empereur romain Dioclétien et devient un soutien inconditionnel de Constantin Ier. Il est l'auteur de nombreuses œuvres historiques, apologétiques, bibliques et exégétiques, dont la plus importante est l'Histoire ecclésiastique.
Il est considéré comme le « père de l'histoire ecclésiastique » et, bien qu'il ne soit pas reconnu comme un Père de l'Église, ses écrits historiques sont d'une importance capitale pour la connaissance des trois premiers siècles de l'histoire chrétienne.
Eusèbe entretient des relations privilégiées avec l'arianisme. Il défend Arius à de nombreuses reprises, demande sa réintégration, et s'excuse envers ses fidèles d'avoir approuvé le concile de Nicée. Ses positions religieuses suivent généralement celles de l'empereur Constantin, qu'il approuve systématiquement sur tous les sujets religieux.

## Biographie
La date précise de sa naissance est inconnue, mais on la place aux alentours de l'année 265 de notre ère. Élève de Pamphile de Césarée, un admirateur d'Origène, il est ordonné évêque de Césarée vers 310, après plus de vingt ans d'activités dans l'école de la ville. Il y dispose pour ses recherches de la bibliothèque fondée par Origène et enrichie par Pamphile. Il compose de nombreux ouvrages durant cette période.
Eusèbe est un des dignitaires chrétiens les plus attachés à Constantin Ier, qu'il flatte beaucoup dans la vie hagiographique qu'il lui consacre. Théoricien de l'Empire chrétien et de la « mission divine » confiée à Constantin, il reste en tant que théologien un fidèle disciple d'Origène. Il défend une théologie subordinatianiste, soutenant l'une des idées centrales d'Arius : l'infériorité du Fils par rapport au Père. Suivant l'exemple d'Eusèbe de Nicomédie, il convoque un concile local à Césarée vers 321 ou 322, pour valider l'orthodoxie des vues d'Arius et soutenir la réintégration d'Alexandre d'Alexandrie dans ses fonctions.
Néanmoins, meilleur homme de science que fin politique, Eusèbe tend à osciller au gré des opinions dominantes. Au début 325, au cours du concile anti-arien d'Antioche organisé par Ossius, il est l'un des trois évêques qui refusent de souscrire à la profession de foi et qui sont excommuniés. Ils sont néanmoins autorisés à se repentir et à réintégrer la communion. La même année, il participe au concile de Nicée, dont il prononce le panégyrique inaugural adressé à l'empereur Constantin. Il y marque la volonté de ce dernier de promouvoir une réconciliation universelle.
Après de nombreuses tractations et une certaine pression venant de Constantin, Eusèbe souscrit au symbole de Nicée avec la plupart des évêques ariens. Il accepte notamment la notion d’homoousios (Jésus et Dieu partagent la même « essence ») imposée par les anti-ariens, mais en l'interprétant à sa manière. En 327, Eusèbe réunit un nouveau concile local. Celui-ci, probablement avec le soutien de Constantin, fait excommunier le patriarche anti-arien Eustathe d'Antioche. Eusthate est condamné pour sabellianisme avec six autres évêques, exilé par décret impérial et remplacé à la tête de l'évêché d'Antioche par l'arien Paulin de Tyr,. Eusèbe rallie peu après les adversaires d'Athanase d'Alexandrie. Il participe au concile de Tyr en 335, au cours duquel l'évêque Athanase, défenseur virulent de l'orthodoxie nicéenne, est condamné et excommunié pour ses violences, tant par des ariens que des non-ariens.
Eusèbe meurt en 339, probablement le 30 mai.

## L'œuvre

### L'historien
Eusèbe est le créateur du genre de l’Histoire ecclésiastique (Ἐκκλησιαστική ἱστορία / ekklêsiastikế historía, « Histoire de l'Église »). Son ouvrage éponyme raconte en dix livres l'histoire de l'Église chrétienne, des origines à la victoire de Constantin sur Licinius en 323. Ce texte est notre principale source documentaire sur l'histoire de l'Église pré-constantinienne[Interprétation personnelle ?]. Il travaille à partir d'une abondante documentation et inclut dans son ouvrage des extraits des documents qu'il a utilisés, par exemple des lettres de Constantin. Son récit est rationnel et précis. Néanmoins, ce n'est pas un historien objectif : comme il le dit lui-même, il fait œuvre d'apologiste et de propagandiste pour le christianisme, et il omet sciemment certaines informations :

« Mais nous mentionnerons généralement dans cette histoire uniquement les événements qui peuvent être utiles d'abord à nous-mêmes, ensuite à la postérité. »

— Eusèbe de Césarée, Histoire ecclésiastique, VIII, 2, 3
Il rapporte également à ce titre la liste traditionnelle des douze premiers évêques de Rome, que l'on trouve précédemment dans l’Adversus hæreses d'Irénée de Lyon dès la fin du IIe siècle.
Eusèbe compose aussi une chronique universelle, intitulée Histoire générale (Παντοδαπή ἱστορία / pantodapế istoría) et constituée de deux parties : d'une part une Chronographie proprement dite (Χρονογραφία / chronographía), qui est conservée dans une traduction arménienne et dans deux abrégés syriaques, et qui a nourri les chroniques byzantines postérieures ; d'autre part un Canon chronologique (Κανών χρονικός / kanốn khronikós), qui est une simple liste d'événements datés depuis la naissance d'Abraham jusqu'en l'an 303. L'original grec est perdu, mais il en reste une traduction arménienne et une traduction latine de saint Jérôme, qui a poursuivi l'oeuvre jusqu'en 379.
On possède aussi, sous le nom d'Eusèbe, une Vie de Constantin, très élogieuse et dont on a douté qu'il fût l'auteur, et deux Éloges de Constantin. Ces textes sont des sources très précieuses sur le règne de cet empereur.
Plusieurs auteurs chrétiens du IVe siècle et des siècles suivants ont traduit son œuvre en latin et l'ont prolongée : Rufin d'Aquilée pour l’Histoire ecclésiastique, qu'il a prolongée jusqu'en 395, saint Jérôme pour le Canon chronologique, prolongé jusqu'en 379. Plusieurs écrivains grecs chrétiens ont rédigé des suites à l'Histoire ecclésiastique : Philostorge, Socrate le Scolastique, Sozomène, Théodoret, Évagre le Scholastique.

### L'hagiographe
Dans les Martyrs de Palestine, Eusèbe relate plusieurs martyres du temps de Dioclétien, au début du IVe siècle. Il rapporte en outre le récit des martyrs de Lyon dans son Histoire ecclésiastique.
Eusèbe rapporte la Lettre des chrétiens de Vienne et de Lyon. Certains d'entre eux, comme Sanctus et Blandine, moururent martyrs en 177.
- « Sanctus supportait avec une vigueur surhumaine tous les supplices que les bourreaux pouvaient imaginer. Les impies ne désespéraient pas de lui arracher par la longueur et l'horreur des tourments une parole coupable, mais il leur opposa une énergie indomptable. On ne put lui faire dire ni son nom, ni sa nation et sa ville d'origine, ni s'il était esclave ou libre. À toutes les questions, il répondait en latin : « Christianus sum : Je suis chrétien ». C'était là son nom, sa cité, sa race, son tout ; les païens ne purent lui arracher d'autre réponse.
- Cela suffit pour échauffer gouverneur et bourreaux contre lui. À bout de tortures, on finit par lui appliquer des lamelles d'airain chauffées à blanc sur les parties les plus sensibles du corps. Tandis que ses membres brûlaient, Sanctus tenait bon, sans fléchir ni plier, il persévérait à confesser sa foi, baigné par la source céleste d'eau vive qui jaillit du sein de Jésus (Jn 7, 38).
- Le corps du martyr témoignait des tortures endurées ; il n'était plus que plaie et meurtrissure ; il était tout disloqué et n'avait plus forme humaine. Le Christ souffrait en lui et le glorifiait grandement, en mettant le diable en échec ; il manifestait, pour l'exemple des autres, qu'il n'est plus de crainte où règne l'amour du Père, qu'il n'est plus de souffrance où rayonne la gloire du Christ. »

### L'exégète
On connaît aussi des ouvrages d'Eusèbe consacrés à l'exégèse biblique, dont il ne subsiste aujourd'hui que des fragments ou des versions abrégées : Harmonie des quatre évangiles, Questions et réponses au sujet des évangiles, Topographie de l'Écriture sainte et Traité sur la fête de Pâques.
À Stephanos, qui lui posait des questions sur les évangiles, Eusèbe répond ainsi au sujet du personnage biblique de Ruth :

« Ruth est d'une autre race, et d'une de celles interdites par Moïse (Dt 23, 4), des Moabites. Mais, étant devenue elle aussi aimée de Dieu et supérieure à la loi, elle entra dans l'assemblée du Seigneur. Elle prit le titre du lignage des Israélites et fut rendue digne d'être reçue parmi les ancêtres de notre Sauveur, non pas à cause de la noblesse du corps, mais de celle de sa conduite ; pour nous tous, les gens d'autres races issus des nations, elle a constitué un grand modèle, car, en faisant les mêmes choses qu'elle, nous obtiendrons de Dieu les mêmes choses.
C'est donc avec raison que Matthieu l'a placée dans la généalogie du Christ (Mt 1, 5), puisqu'il allait annoncer la vocation et l'adoption des peuples d'autres races, en nous enseignant exactement par elle - nous les gens d'autres races venant des nations - que, si nous avons laissé les coutumes des pères, à bon droit aussi ce qui s'ensuit s'accomplira pour nous. En effet, nous ne serons plus comptés parmi ceux d'une autre race, ni ne serons appelés des gens d'autre race, mais du véritable Israël et du peuple de l'héritage de Dieu. »

Avant le concile de Laodicée qui se tient en 363, et où l’Église catholique « transfère la solennité du samedi au dimanche », Eusèbe de Césarée précise que « tout ce qui a été prescrit pour le shabbat, nous l’avons transposé au dimanche ».

### L'apologiste
Dans La préparation évangélique (Εὐαγγελικῆς Ἀποδείξεως Προπαρασκευή / euangelikễ apodeíxeôs proparaskeuế), un ouvrage en quinze livres dont la totalité a été conservée, Eusèbe vise à prouver la supériorité du christianisme sur le paganisme d'un point de vue philosophique. L'auteur y passe en revue les théologies phénicienne, égyptienne, hellénistique, ainsi que les oracles et la philosophie, prenant les païens du passé à témoin de la supériorité du christianisme. L'œuvre est surtout un recueil d'extraits d'auteurs des siècles précédents, notamment Philon de Byblos sur la mythologie phénicienne, le livre VI de la Bibliothèque historique de Diodore de Sicile, qui cite lui-même Évhémère, Alexandre Polyhistor, Julius Africanus, les philosophes Atticus et Porphyre, des textes transmis seulement par Eusèbe.
La Démonstration évangélique (Εὐαγγελική Ἀπόδειξις / euangelikễ apódeixis) constitue la suite de la même entreprise. Cet ouvrage en vingt livres, dont seuls les dix premiers et un fragment du livre XV sont conservés, vise à montrer l'accord entre les prophéties de l'Ancien Testament et les récits des évangiles.
Dans le traité Contre Hiéroclès, il répond au pamphlet anti-chrétien L'ami de la vérité (Philalétès) et réfute le parallèle entre Apollonius de Tyane et Jésus.

### Le théologien
Dans ses traités Contre Marcel et Sur la Théologie ecclésiastique, Eusèbe réfute les accusations portées par Marcel d'Ancyre contre les chefs du parti arien, en l'accusant de sabellianisme.

## Œuvres
- La préparation évangélique (15 livres)
- La démonstration évangélique (20 livres dont il reste 1-10 et fragment livre 15)
- Introduction générale élémentaire (10 livres dont nous sont parvenus 6-9)
- Contre le néo-platonicien Porphyre (25 livres, perdus)
- Sur la théophanie (Θεοφάνεια / theopháneia, Theopháneia la version intégrale n'est conservée qu'en syriaque ; les chaînes grecques conservent des fragments)
- Contre Hiéroclès (réponse au Discours ami de la vérité de Sossianos Hiéroclès)
- La théologie politique de l'empire chrétien
- Apologie pour Origène
- Histoire ecclésiastique (324)
- Vie de Constantin
- Commentaire des psaumes
- Commentaire d’ Isaïe
- Problèmes et solutions sur les Évangiles (dont nous est parvenu un extrait)
- Canons
- Traité sur la fête de Pâques (dont nous est parvenu un long fragment)
- Onomasticon (4e partie d'un ouvrage géographique biblique : catalogue de noms de lieu)
- Deux traités dogmatiques :
  - Contre Marcel
  - Sur la théologie ecclésiastique
- Lettres et sermons
- Chronique d'Horose (?)

## Écrits
Eusèbe est l'auteur de nombreuses œuvres historiques, apologétiques, bibliques et exégétiques.

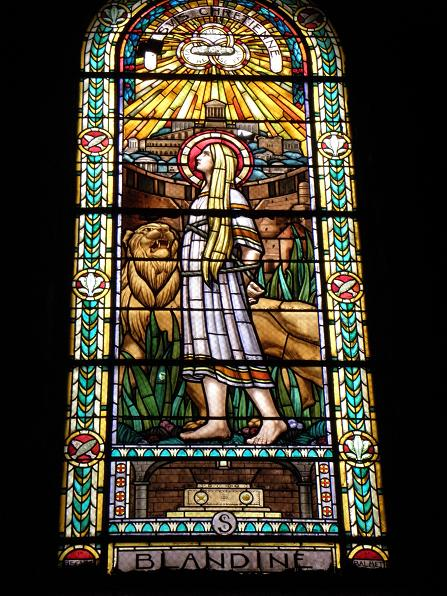
Vitrail de Sainte-Blandine par Lucien Bégule, église Saint-Pothin de Lyon.

En 177, les chrétiens de Vienne et de Lyon racontent le martyre des leurs dans une lettre rapportée par Eusèbe.
Témoigner en actes et en paroles

« Les saints martyrs eurent à souffrir des maux qui passent toute description. Satan rêvait de leur arracher des blasphèmes. La fureur de la foule surexcitée, du gouverneur et des soldats s'abattit sur le diacre Sanctus de Vienne, sur Maturus, néophyte, mais vaillant soldat, sur Attale de Pergame, qui avait toujours été un pilier et un rempart pour les siens, sur Blandine enfin. En celle-ci, le Christ montra que ce qui est vil, laid, méprisable aux yeux des hommes recueille auprès de Dieu la gloire suprême si l'amour qu'on lui témoigne s'atteste par des actes au lieu de s'en tenir à des apparences.
Nous tremblions pour elle ; la maîtresse chez qui elle avait servi, et qui combattait aux côtés des martyrs, redoutait, elle aussi, que sa chétive esclave ne pût aller jusqu'au bout de son témoignage. Mais Blandine déploya un tel courage qu'elle épuisa plutôt les bourreaux qui, du matin au soir, se succédaient pour la torturer de toutes les manières. Enfin, à court de supplices, ils se déclarèrent battus. Ils s'étonnaient qu'il restât encore un souffle de vie à ce corps qu'ils avaient lardé de coups et qui n'était plus qu'une plaie. Ils affirmaient qu'un seul de leurs sévices suffisait à donner la mort. Des tortures si variées et si cruelles avaient portant échoué. La bienheureuse, comme un vaillant athlète, retrouvait l'élan de la jeunesse en confessant la foi. C'était pour elle un réconfort, un repos, un remède à ses douleurs que de répéter : « Je suis chrétienne et chez nous il ne se fait rien de mal ». »

— Eusèbe de Césarée. Histoire ecclésiastique V, I, 16-19, trad. France Quéré, Le livre des martyrs chrétiens, Paris, Centurion, 1988, p. 53.